# Sebastião Tapajós
Sebastião Tapajós, (Santarém, 1943. április 16. – Santarém, 2021. október 2.) brazil gitáros, zeneszerző. Ötvennél is több albuma jelent meg. Klasszikusan képzett hegedűs és akusztikus gitáros volt. Pályafutása során több mint 20 díjat kapott, köztük az év albumát nyerte el Németországban. Intenzíven turnézott Európában. Gerry Mulligannal, Astor Piazzolla-val, Oscar Petersonnal, Paquito D'Rivera-val, Hermeto Pascoallal, Baden Powellel, Hermeto Pascoallal, Maurício Einhornnal, Paquito D’Rivera-val, Paulo Moura, Sivuca-val, Waldir Azevedo-val, a Zimbo Trio-val és sok más zenésszel játszott. Összesen több mint 600 000 ember vett részt a koncertjein.

## Pályafutása
Sebastião Tapajós Santarém felé vezető úton született. Hivatalosan ott volt bejegyezve, ami azt jelenti, hogy cantarémi lakosnak számít.
Sebastião Tapajós gyerekkorában kezdett gitározni, amire apja tanította. Tízévesen már a santarémi Os Mocorongos tánczenekarban játszott. 1958-ban Belémbe költözött, ahol zeneelmélet és harmónia órákat vett. 1964-ben  a lisszaboni Conservatório Nacional de Música-ban tanult,  Spanyolországban pedig Emilio Pujoltól. Az intenzív klasszikus zenei képzése után Rio de Janeiroba költözött. A klasszikus zenét a Música Popular Brasileira (MPR) hatásasokkal ötvözte kompozícióiban. Ez a kapcsolat került zenéjének középpontjába.
Róla nevezték el az Instituto Sebastião Tapajós-t, amely az Amazonas régió kultúráját és biodiverzitását segíti elő.

## Albumok
- 1963: Apresentando Sebastião Tapajós e Seu Conjunto
- 1968: O Violão e... Tapajós
- 1972: Sebastiao Tapajos + Pedro dos Santos
- 1976: Guitarra Fantástica
- 1979: Violão & Amigos
- 1982: Guitarra Criolla
- 1982: Zimbo Convida Sebastião Tapajós
- 1984: Maurício Einhorn & Sebastião Tapajós
- 1986: Visões Do Nordeste
- 1986: Painel
- 1987: Heitor Villa-Lobos
- 1988: Lado a Lado − Sebastião Tapajós and Gilson Peranzzetta
- 1989: Terra Brasis
- 1989: Brasilidade − Sebastião Tapajós and João Cortez
- 1990: Reflections − Sebastião Tapajós and Gilson Peranzzetta
- 1993: Instrumental No Ccbb − Sebastião Tapajós, Gilson Peranzzetta, Maurício Einhorn and Paulinho Nogueira
- 1997: Amazônia Brasileira − Sebastião Tapajós and Nilson Chaves
- 1997: Ontem e Sempre
- 1997: Afinidades − Sebastião Tapajós and Gilson Peranzzetta
- 1998: Da Minha Terra − Villa Sebastião Tapajós and Jane Duboc
- 2001: Acorde Violão